# Jardim Secreto da Adoração
Jardim Secreto da Adoração é um álbum ao vivo da cantora Alda Célia, produzido por Kleber Lucas e Emerson Pinheiro, e que foi gravado em Goiás.
O trabalho foi gravado com a participação de um coral de 400 vozes, formado por membros de igrejas locais e ainda os filhos de Alda, Giovanna Lyssa e Nickolas Robert  na faixa "Lugar Seguro".
O álbum possuiu grande destaque e substituiu bem o seu trabalho antecessor que havia sido muito bem aceito. A canção "A Colheita" foi muito executada e pode ser considerada uma canção clássica de sua carreira. Além dela, "Jardim Secreto da Adoração", "Mostra-me Tua Glória", "Oração de Jabez" e "Pai, Segura Minha Mão" também se destacaram de forma muito positiva.
Jardim Secreto da Adoração recebeu a certificação de ouro pela Associação Brasileira de Produtores de Discos (ABPD), por mais de 100.000 cópias comercializadas.
O disco versa em seu conteúdo sobre a intimidade com Deus. A arte do trabalho representa muito bem a proposta que foi implantada no disco.

## Faixas
| nº | Título                     | Autor(es)                                    | Duração |
| -- | -------------------------- | -------------------------------------------- | ------- |
| 1  | Chuva de Avivamento        | Alda Célia                                   | 04:45   |
| 2  | É Preciso Ter Fé           | Alda Célia                                   | 03:49   |
| 3  | A Colheita                 | Alda Célia, Emerson Pinheiro e Fernanda Brum | 04:16   |
| 4  | Aleluia ao Senhor          | Alda Célia                                   | 04:42   |
| 5  | Jardim Secreto da Adoração | Alda Célia                                   | 05:07   |
| 6  | Oração                     |                                              | 00:16   |
| 7  | Mostra-me Tua Glória       | Alda Célia                                   | 04:35   |
| 8  | Poema de Amor              | Alda Célia                                   | 05:15   |
| 9  | Unção da Vitória           | Alda Célia                                   | 03:37   |
| 10 | Oração de Jabez            | Alda Célia                                   | 05:01   |
| 11 | Recebe Meu Louvor          | Alda Célia                                   | 04:06   |
| 12 | Lugar Seguro               | Emerson Pinheiro e Marcus Salles             | 04:13   |
| 13 | Pai, Segura Minha Mão      | Alda Célia                                   | 04:19   |
| 14 | Obrigado Jesus             | Alda Célia                                   | 04:19   |

## Ficha Técnica
- Gravado "ao vivo" na Igreja de Cristo em São Miguel do Araguaia-GO (Pr. Jaime Caixeta)
- Produção executiva: MK Publicitá
- Técnico de gravação: Edinho
- Técnico de PA: Pedro Henrique (equipe DB Áudio)
- Técnico de monitor: Sérgio Rocha
- Mixagem: Edinho e Sérgio Rocha
- Fotos: Sérgio Menezes
- Criação de capa: MK Publicitá

Músicas 2, 4, 5, 7, 9, 10, 11 e 13:
- Produção musical: Kleber Lucas
- Arranjos: Kleber Lucas, Rogério Vieira e Daniel
- Pianos, teclados, violinos e loops nas músicas 2, 4, 5, 10, 11 e 13: Rogério Vieira
- Pianos, teclados, cordas e loops nas músicas 7 e 9: Daniel
- Guitarra, guitarra base e violão nas músicas 2, 4, 5, 10, 11 e 13: Sérgio Knust
- Guitarra e violão nas músicas 7 e 9: André Andrade
- Baixo nas músicas 2, 4, 5, 10, 11 e 13: Rogério dy Castro
- Baixo nas músicas 7 e 9: Estevão
- Bateria nas músicas 2, 4, 5, 10, 11 e 13: Márcio Horsth
- Bateria nas músicas 7 e 9: Pingo
- Back-vocal: Marquinhos Menezes, Lilian Azevedo, Joelma Bonfim, Josy Bonfim, Jairo Bonfim, Wagner Mocasy, Roberta Lima, Robson Olicar, Rosana Olicar, Betânia Lima, Raquel Mello, Jussy Oliveira e Marlon Saint
- Gravação de base no Estúdio Kleber Lucas
- Técnicos de gravação: Edinho e Sérgio Rocha
- Assistente de estúdio: Fabiana

Músicas 1, 3, 8, 12 e 14:
- Produção musical e arranjos: Emerson Pinheiro
- Teclados e cordas: Emerson Pinheiro
- Guitarra base, guitarra solo e violão: Duda Andrade
- Baixo: Marcus Salles
- Bateria e percussão: Valmir Bessa
- Back-vocal: Adelson Freire, Mara Carreiro e Siclair
- Participação especial na música "Lugar Seguro": Giovanna Lyssa e Nickolas Robert
- Gravação de base no Estúdio Ville (RJ)
- Gravação de vocal no MK Studio
- Técnico de gravação: Vagner Pedretti

## Clipes
- Mostra-me Tua Glória
- A Colheita